# Адраст
Адраст (др.-греч. Ἄδραστος «непричастный», «неучаствующий») — в древнегреческой мифологии сын Талая и Лисимахи (либо Талая и Евриномы, либо Талая и Лисианассы), царь Аргоса; изгнанный, бежал к деду, Полибу, в Сикион и после смерти его занял престол. По сикионской версии, сын Талая и Лисианассы, внук царя Сикиона Полиба, правил некоторое время в Сикионе, построил там храм Геры с жертвенниками Пану и Гелиосу. Либо двадцать третий царь Сикиона, после Феста.
Упомянут в «Илиаде». Жена Амфифея, дети Аргия, Деипила, Эгиалея, Эгиалей, Кианипп. Славился сладкоречием.
Впоследствии вернулся в Аргос. Вследствие предсказания оракула Аполлона, что дочери его выйдут за кабана и льва, он выдал их за героев по признакам, о которых сказание говорит различно. Брак второй дочери послужил впоследствии причиной «Похода Семи» против Фив, предпринятого Адрастом для защиты зятя, изгнанного из Фив братом Этеоклом. На Немейских играх победил в конных ристаниях на Арионе. Один из Семерых против Фив (Софокл не причисляет его к семерке), стоял у Гомолоидских ворот.
После разгрома единственный из героев спасся благодаря быстрому бегу коня Ариона. Согласно Филохору, колесница Адраста разбилась у Гармы в Беотии, а его спасли сельские жители. Придя в Афины, припал к алтарю Милосердия и просил о погребении для павших. Тогда афиняне отправились на Фивы и передали трупы родственникам для погребения. Либо явился в Элевсин (по Еврипиду). Оплакивал погибших, когда тела сжигали у Фив. По афинянам, тела погибших воинов были погребены у Киферона близ Элевферских скал, а тела вождей — в Элевсине. По версии фиванцев, они добровольно отдали тела.
Десять лет спустя он снова предпринял поход с потомками павших, так называемыми эпигонами, завоевал город, но потерял при этом сына Эгиалея. От горя он умер на обратном пути в Мегарах, где и погребён. Его дом показывали в Аргосе. В честь Адраста были игры в Сикионе, представления трагических хоров. На этом основании ученые XIX века утверждали, что Адраст первоначально тождествен с богом Дионисом, впоследствии его почитали в разных местах как героя.
Действующее лицо трагедии Ахея Эретрийского «Адраст», Еврипида «Просительницы».